# Nick Nurse
Nick Nurse (* 24. Juli 1967 in Carroll, Iowa) ist ein US-amerikanischer Basketballtrainer. Von 2018 bis 2023 war er Cheftrainer der Toronto Raptors, zuvor war er bereits seit 2013 Mitglied des Trainerstabes in Toronto. 2019 führte er die Mannschaft zum Gewinn des NBA-Meistertitels.
Nurse arbeitete insbesondere erfolgreich in der British Basketball League, in der er zwei Meisterschaften gewann, sowie als Trainer in der NBA Development League, wo er ebenfalls zwei Meisterschaften gewann, die letzte 2013 mit den Rio Grande Valley Vipers. Nurse war zudem Trainerassistent von Chris Finch bei der britischen Nationalmannschaft, mit der er auch an den Olympischen Spielen 2012 in London teilnahm.

## Karriere
Nurse studierte an der University of Northern Iowa, für deren Hochschulmannschaft Panthers er im Basketball von 1985 bis 1989 in der damaligen Mid-Continent Conference der NCAA aktiv war. Bei dieser Hochschulmannschaft stand er in der ewigen Bestenliste bei der Dreipunkttrefferquote (46,8 Prozent; 170 Treffer bei 363 Versuchen) an erster Stelle, als er die Mannschaft 1989 verließ. Nach dem Ende seiner vierjährigen Spielerzeit blieb er der Mannschaft noch ein weiteres Jahr im erweiterten Trainer- und Betreuerstab treu, um seinen Studienabschluss zu erreichen, bevor er für die Saison 1990/91 als Spielertrainer für die Rams aus Derby in der British Basketball League (BBL) agierte. Nach einem Jahr kehrte er bereits nach Iowa zurück und wurde Trainer der Vikings der Grand View University in Des Moines, deren Sportmannschaften am Spielbetrieb der NAIA teilnehmen. Nach zwei Jahren wurde er dann Trainerassistent bei der Hochschulmannschaft Coyotes der University of South Dakota in der bedeutenderen College-Liga NCAA. Diese Tätigkeit über er ebenfalls zwei Jahre aus.
1995 ging Nurse erneut nach England und wurde Trainer der Bullets aus Birmingham, mit denen er 1996 die Meisterschaft der BBL mit Hilfe von „Most Valuable Player“ (MVP) Tony Dorsey gewann. Nachdem man die Meisterschaft im folgenden Jahr nicht verteidigen konnte, wurde Nurse in der Saison 1997/98 Trainer beim belgischen Pokalsieger Sunair aus Ostende. Zwar konnte man den Pokalsieg verteidigen, aber Meister Spirou BC Charleroi nicht „vom Thron stoßen“. Daraufhin ging Nurse erneut auf die britische Insel und trainierte dort in der BBL die Giants aus Manchester. Die Giants gewannen 1999 den Ligapokal „uni-ball trophy“ mit Tony Dorsey als Topscorer im Endspiel und wurden als Zweitplatzierte der BBL-Hauptrunde in den Play-offs um die Meisterschaft Vierter, nachdem sie das „kleine Finale“ um den dritten Platz gegen den Erstplatzierten Sheffield Sharks von Trainer Chris Finch verloren. In der folgenden Spielzeit verlor man zwar das Finale des Ligapokals gegen die London Towers, gewann aber gegen Nurse’ ehemaligen Verein Birmingham Bullets das Endspiel um die Meisterschaft. Tony Dorsey wurde erneut MVP der BBL und Nurse als Nachfolger von Finch als Trainer des Jahres der BBL ausgezeichnet. 
In der folgenden Saison 2000/01 trainierte Nurse dann den vormaligen Ligapokalgewinner London Towers, die in der neu geschaffenen EuroLeague antraten. In der Premierensaison EuroLeague 2000/01 gewann man in zehn Vorrundenspielen jedoch nur ein Spiel gegen den deutschen Vertreter Opel Skyliners, die man wegen des besseren direkten Vergleichs in der Gruppe hinter sich lassen konnte. In der BBL schied man im Halbfinale gegen den späteren Meister Leicester Riders aus. Gleiches passierte Nurse als Trainer der Bears aus Brighton in der folgenden Spielzeit 2001/02, als er das Halbfinale gegen den späteren Meister Chester Jets verlor. Ein Jahr später erreichte man das Endspiel, welches gegen die Scottish Rocks verloren ging. In der folgenden Spielzeit 2003/04 ging man als Erstplatzierter in die Play-offs, verlor das Finalspiel des Ligapokals BBL Trophy mit zwei Punkten gegen die Chester Jets und das Play-off-Halbfinale mit einem Punkt gegen den gleichen Gegner. Nurse wurde erneut als Nachfolger von Chris Finch zum zweiten Mal als Trainer des Jahres der BBL ausgezeichnet. In den folgenden beiden Spielzeiten schieden die Bears jeweils schon in der ersten Runde der Play-offs aus. Dafür konnte man 2005 den vom Ligapokal unabhängigen Pokalwettbewerb BBL Cup zum zweiten Mal nach 2003 gewinnen.
Nach der Vergabe der Olympischen Spiele 2012 in die britische Hauptstadt London wurde zum zweiten Mal eine britische Basketballnationalmannschaft aus den zuvor getrennten Auswahlmannschaften von England, Schottland und Wales (ohne Nordirland) gebildet. Die Mannschaft wurde bereits 2006 eingerichtet und Chris Finch als Nationaltrainer berufen, der daraufhin seinen langjährigen Rivalen und Freund Nick Nurse als Assistent in den Trainerstab holte. Nachdem Nurse in den Jahren zuvor in der europäischen Sommerpause immer wieder in der NBA Summer League im Trainerstab von NBA-Vereinen wie den Milwaukee Bucks, Phoenix Suns und den Chicago Bulls sowie in der United States Basketball League für die Oklahoma Storm gearbeitet hatte, wurde er zudem 2007 in seinem heimatlichen US-Bundesstaat Trainer der neu gegründeten „Franchise“ Iowa Energy in der NBA Development League (D-League). Mit den Energy gewann er 2009 die „Central Division“ und in den folgenden beiden Jahren 2010 und 2011 die „Eastern Conference“. Zu Beginn der Saison 2010/11 hatte Nurse bereits als Assistenztrainer der Cyclones an der Iowa State University zugesagt, doch nach Entlassung des bisherigen Cheftrainers wurde der Vertrag nach kurzer Zeit wieder gelöst und Nurse kehrte auf den Trainerposten der Iowa Energy zurück. Nachdem man in den Spielzeiten zuvor in den Play-offs jeweils vor der Finalserie ausgeschieden war, gewann man 2011 die Meisterschaft der D-League in der Finalserie gegen die Rio Grande Valley Vipers, die von Nurse’ Freund Chris Finch trainiert wurden. Nurse wurde, erneut als Nachfolger von Chris Finch, als Trainer des Jahres der D-League mit dem „Dennis Johnson Coach of the Year Award“ 2011 ausgezeichnet. Anschließend wurde Finch als Trainerassistent von Kevin McHale in den Trainerstab des NBA-Klubs Houston Rockets berufen und Nurse sein Nachfolger als Cheftrainer der Vipers. Nach einer Spielzeit mit einer nahezu ausgeglichenen Bilanz gewann man 2013 die Central Division und ohne Niederlage in den Play-offs in einer Mannschaft mit unter anderem dem deutschen Nationalspieler Tim Ohlbrecht auch die Meisterschaft der D-League. Zuvor hatte Nurse unter Nationaltrainer Chris Finch auch mit der britischen Nationalmannschaft am olympischen Basketballturnier 2012 teilgenommen, wo die britische Auswahl in fünf Vorrundenspielen jedoch nur einen Sieg gegen China erreichte und wie bei den EM-Endrunden 2009 und 2011 frühzeitig ausschied.
Nach der Meisterschaft mit den Vipers stieg auch Nurse 2013 wie Finch zwei Jahre zuvor in den Trainerstab eines NBA-Klubs auf. Nurse ging jedoch nach Toronto in Kanada, wo er Assistent von Dwane Casey bei den Raptors wurde. Im Juni 2018 wurde Nurse zum Cheftrainer befördert, nachdem sich Toronto von Casey getrennt hatte. Raptors-Präsident Masai Ujiri bezeichnete Nurse anlässlich der Beförderung unter anderem als „erfindungsreichen Trainer mit einem großen Basketball-Verständnis“. Bereits in seinem ersten Spieljahr als Cheftrainer in der NBA führte Nurse Toronto zum Gewinn des Meistertitel. Das war der erste in der Mannschaftsgeschichte sowie der erste Titelgewinn eines kanadischen Vertreters in der NBA. Nurse war damit der erste Trainer, der Mannschaft sowohl in der NBA als auch in der NBA G-League zum Meistertitel führte. In der darauffolgenden Saison 2019/20 wurde er als bester NBA-Trainer ausgezeichnet. In den bis zum 11. März 2020 ausgetragenen Partien gelangen Toronto unter seiner Leitung 46 Siege, es gab 18 Niederlagen. Das war die drittbeste Bilanz der Liga. Im April 2023 ging seine Amtszeit in Toronto zu Ende, Nurse wurde entlassen. In seiner fünfjährigen Arbeit als Cheftrainer der Toronto Raptors kam die Mannschaft auf 227 Siege und 163 Niederlagen.
Anfang Juni 2023 gaben die Philadelphia 76ers Nurses Verpflichtung als Cheftrainer bekannt.